# Державний музей природи Харківського національного університету ім. В. Н. Каразіна
Державний музей природи Харківського національного університету ім. В. Н. Каразіна (Харківський музей природи) — природничий музей в Харкові, один з найстаріших музеїв Європи; входить до складу ХНУ ім. В. Н. Каразіна, є великим науково-просвітницьким та навчальним центром України.

## Історія музею

### Природничий кабінет
У 1805 році незабаром після відкриття Харківського Імператорського університету (тепер — Харківський національний університет ім. В. Н. Каразіна) граф Северин Потоцький, опікун Харківського навчального округу, придбав в Санкт-Петербурзі колекцію італійця Четто, яку складали безліч видів тварин: 125 опудал птахів, 36 морських їжаків, 18 морських зірок, 100 екземлярів коралів, 2623 раковин молюсків, 235 метеликів, 540 жуків, 520 штук мінералів, фізичні інструменти. Наступного року в Ганновері був придбаний Природничий кабінет професора Андре, в якому були зібрання птахів, комах, скам'янілостей та мінералів.
20 березня (2 квітня за новим стилем) 1807 року придбані колекції прибули до Харкова — ця дата вважається датою заснування Харківського музею природи. На основі колекцій в університеті був створений Природничий кабінет, що складався з зоологічних і мінералогічних зібрань. Хранителем кабінету був призначений професор ботаніки Ф. А. Делавінь, а завідувачем мінералогічнимих колекцій і скам'янілостей — професор хімії Шнауберт. Згодом Природничий кабінет розділили на Зоологічний і Мінералогічний.
Розширення зібрання
Професори, які завідували Природничим кабінетом, вели роботу не тільки по збереженню фондів, але й по їх збільшенню. Наприклад, за керівництва професора І. А. Криницького у 1826—1838 роках зібрання кабінету збільшилось з 1 987 до 7 924 екземплярів. За п'ять років керівництва професора І. О. Калініченко кількість екземплярів тварин збільшилась до 14 870. За заповітом кабінету були передані колекції статського радника Д. А. Донець-Захаржевського — це колекція з місцевих і екзотичних жорсткокрилих (19 217 видів), колекція мушель молюсків (3 218 видів), колекція скам'янілостей, яка надійшла до Мінералогічного кабінету. У 1905 році кабінет отримав від професора ботаніки В. М. Арнольді в подарунок колекції коралів, мушель молюсків, змій, привезені ним з островів Малайського архіпелагу.

### Зоологічний музей
До 100-річчя з дня заснування Зоологічний кабінет був реорганізований у Зоологічний музей, який на початку XX ст. був перенесений в будівлю по вул. Трінклера, 8.
У 1937 році наукове керівництво музеєм став здійснювати завідувач кафедрою дарвінізму і генетики професор І. М. Поляков. Музей став називатися Музеєм дарвінізму, в ньому створили два відділи: відділ класичного дарвінізму і відділ походження людини.
З початком Другої світової війни у 1941 році Університет був евакуйований, але музей залишився в місті. Завдяки зусиллям співробітників основну частину колекції музею вдалося зберегти. І. М. Поляков продовжував очолювати музей, і після звільнення Харкова в 1943 році в музеї відновилися роботи. У 1948 році директором музею став В. І. Грубант.